# Karl Holl (Theologe)

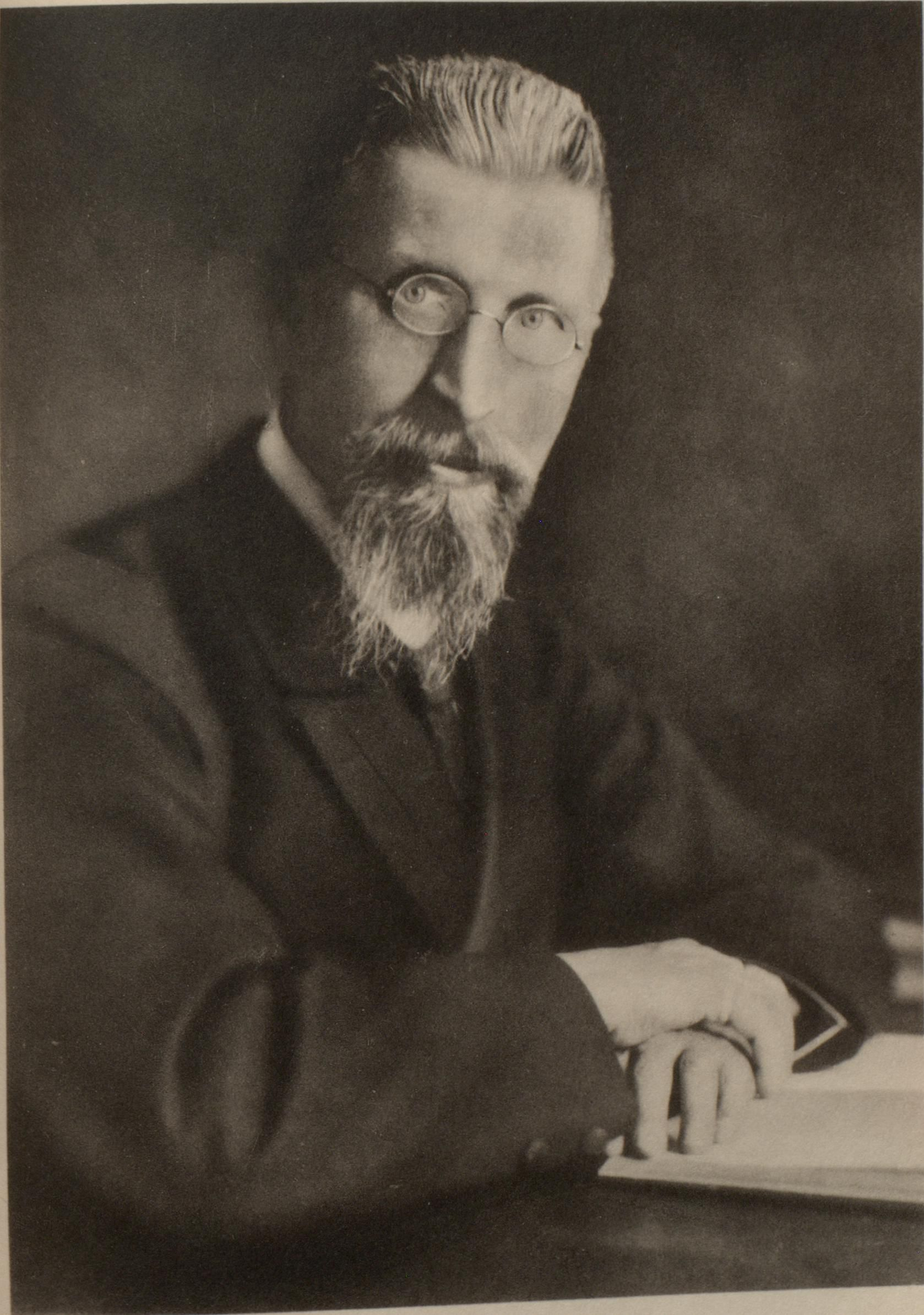
Karl Holl

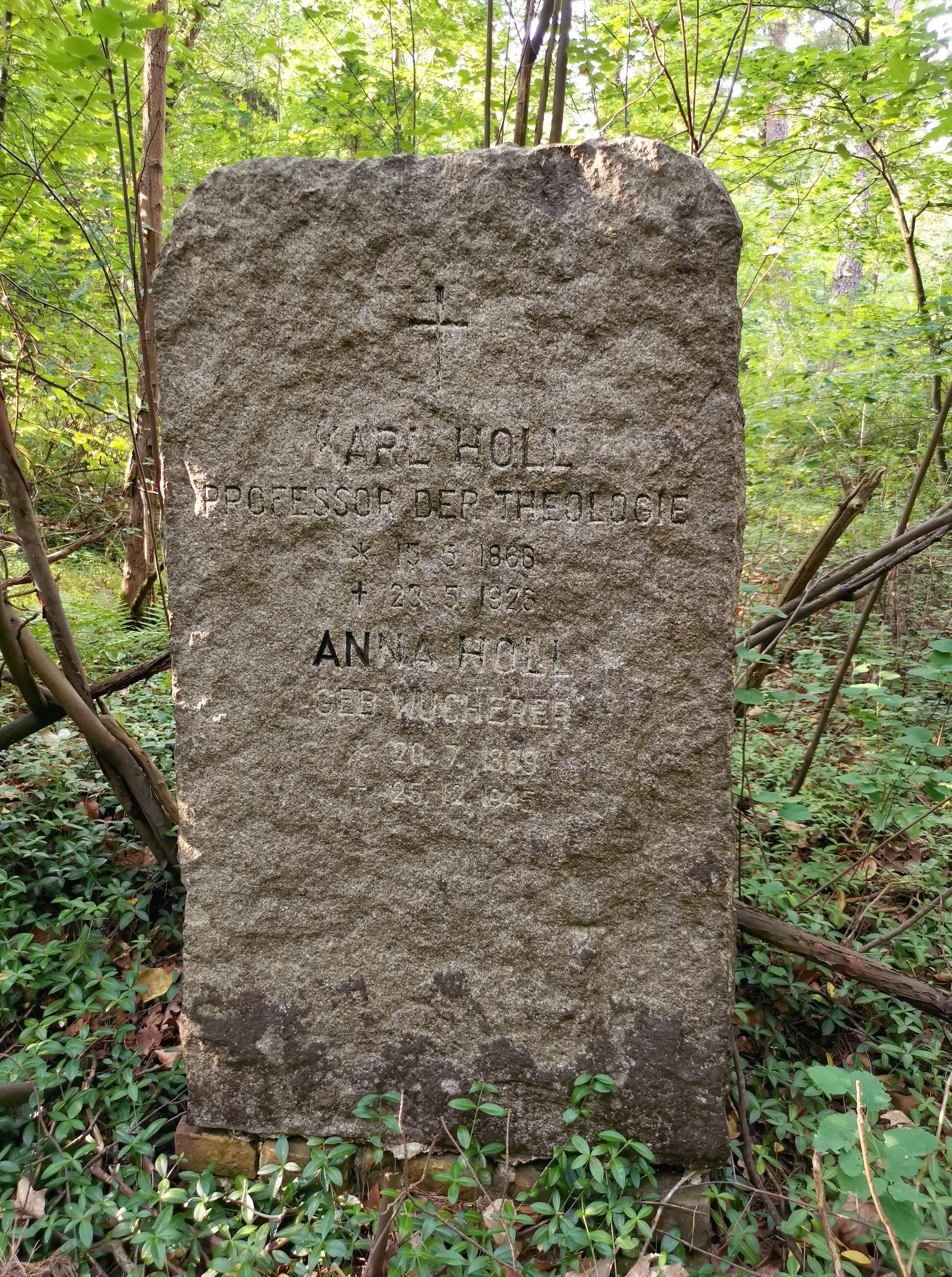
Grab auf dem Südwestkirchhof Stahnsdorf

Karl Holl (* 15. Mai 1866 in Tübingen; † 23. Mai 1926 in Berlin) war Professor für Theologie und Kirchengeschichte in Tübingen und Berlin und gilt als bedeutender Kirchenhistoriker.

## Leben
Karl Holl studierte Philosophie und Evangelische Theologie am Tübinger Stift. Dort schloss er sich auch der Studentenverbindung Normannia an. Während seines kurzen Vikariats in Württemberg promovierte er zum Dr. phil. und wurde 1891 Repetent am Tübinger Stift. Seit 1894 auf Betreiben Adolf von Harnacks als wissenschaftliche Hilfskraft bei der preußischen Akademie der Wissenschaften tätig, habilitierte er sich 1896 an der Berliner Theologischen Fakultät. 1901 wurde er außerordentlicher Professor für Kirchengeschichte in Tübingen, ab 1906 war er ordentlicher Professor in Berlin an der Friedrich-Wilhelms-Universität. Am 17. Dezember 1914  wurde er ferner als ordentliches Mitglied in die Preußische Akademie der Wissenschaften aufgenommen. Er war zudem von 1912 bis 1926 Ephorus des evangelisch-theologischen Konvikts Johanneum in Berlin. Mit Hans Lietzmann begründete er die noch heute erscheinende Reihe Arbeiten zur Kirchengeschichte. Der Schwerpunkt seiner Forschung lag auf der Herausgabe altchristlicher Texte. Seine Grabstätte befindet sich auf dem Südwestkirchhof Stahnsdorf (Block Trinitatis, Feld 7, Wahlstelle 152/153).
Zu Holls Schülern gehörte Dietrich Bonhoeffer.

## Lehre
Karl Holls theologische Entwicklung ist geprägt von der „Tübinger Schule“ genannten Denkrichtung Ferdinand Christian Baurs. Er veröffentlichte zahlreiche Untersuchungen über Martin Luther, denen bis heute grundlegende Bedeutung beigemessen wird. Holls Beiträge interpretieren das lutherische Religions- und Gottesverständnis als „Gewissensreligion“ und lösten eine Lutherrenaissance aus. Er stellte die sogenannte Rechtfertigungslehre wieder in den Mittelpunkt der Theologie.

## Werke
- Die Sacra Parallela des Johannes Damascenus, 1897
- Enthusiasmus und Bußgewalt beim griechischen Mönchtum, und Studium zu Symeon der Neuen Theologen, 1898
- Fragmente vornicänischer Kirchenväter aus den Sacra Parallela, 1899
- Amphilochius von Ikonium in seinem Verhältnis zu den großen Kappadoziern, 1904
- Die geist. Übungen des Ignatius von Loyola. Eine psychologische Studie, 1905
- Die Rechtfertigungslehre im Licht der Geschichte des Protestantismus, 1906
- Was hat die Rechtfertigungslehre dem modernen Menschen zu sagen?, 1907
- Der Modernismus, 1908
- Johannes Calvin, Rede zur Feier der 400. Wiederkehr des Geburtstages Calvins, 1909
- Die handschriftliche Überlieferung des Epiphanius, 1910
- Thomas Chalmers und die Anfänge der kirchlich-sozialen Bewegung, 1913
- Der Kirchenbegriff des Paulus in seinem Verhältnis zu dem der Urgemeinde, 1921
- Gesammelte Aufsätze zur Kirchengeschichte I.: Luther (1. Was verstand Luther unter Religion? 2. Rechtfertigungslehre in Luthers Vorlesung über den Römerbrief mit besonderer Rücksicht auf die Frage der Heilsgewißheit. 3. Der Neubau der Sittlichkeit. 4. Die Entstehung von Luthers Kirchenbegriff. 5. Luther und das landesherrliche Kirchenregiment. 6. Luthers Urteile über sich selbst. 7. Luther und die Schwärmer. 8. Die Kulturbedeutung der Reformation 9. Luthers Bedeutung für den Fortschritt der Auslegungskunst), 1921
- Augustins innere Entwicklung, 1923
- Urchristentum und Religionsgeschichte, 1924
- Die Entstehung der vier Fastenzeiten in der griechischen Kirche, 1924
- Christliche Reden, 1926
- Gesammelte Aufsätze zur Kirchengeschichte II.: Der Osten, 1927/28
- Gesammelte Aufsätze zur Kirchengeschichte III.: Der Westen, 1928